# Bolidorhynchus magnus
Bolidorhynchus magnus is een rechtvleugelig insect uit de familie Proscopiidae. De wetenschappelijke naam van deze soort is voor het eerst geldig gepubliceerd in 1897 door Giglio-Tos.